# Auto Focus
Auto Focus ist ein US-amerikanisches satirisches Filmdrama aus dem Jahr 2002 von Paul Schrader. Das Drehbuch schrieben Michael Gerbosi und Paul Schrader.
Die sehr freie Filmbiografie basiert auf dem Sachbuch The Murder of Bob Crane von Robert Graysmith und zeigt den Abstieg des gläubigen katholischen Familienvaters Bob Crane, der, durch seinen Erfolg als Hauptdarsteller der Fernsehserie Ein Käfig voller Helden verführt, zu einem Sexsüchtigen wird und die Kontrolle über sein Leben verliert.

## Handlung
Als dem Radiomoderator Bob Crane 1964 von seinem Agenten Lenny die Hauptrolle der CBS-Serie Ein Käfig voller Helden angeboten wird, ist er zunächst wenig begeistert: Bei dem angebotenen Projekt handelt es sich um eine seichte Comedy-Serie, die in einem deutschen Kriegsgefangenenlager spielt. Auf Lennys Drängen hin liest er das Drehbuch und nimmt die Rolle an. Die Serie wird ein Erfolg, Crane zum gefeierten Seriendarsteller. Währenddessen entdeckt seine Frau Anne, mit der er seit 15 Jahren verheiratet ist, wiederholt Erotikmagazine zwischen seinen Sachen und äußert ihren Unmut über seine mangelnde Zuwendung ihr gegenüber.
Eines Tages lernt Crane auf dem Studiogelände den Videotechniker John Carpenter kennen, der ihn in einen Stripclub einlädt. Crane beginnt den aufgrund seiner Bekanntheit anhaltenden Erfolg bei Frauen zu genießen und feiert immer häufiger Sexpartys mit Carpenter, wobei häufig letzterer den Part des „Aufreißens“ übernimmt. Die beiden Männer halten die Partys mittels Fotos und Carpenters Videoausrüstung fest und ergötzen sich hinterher an den Aufnahmen. Parallel dazu verbringt Crane seine Abende auch allein mit wechselnden Partnerinnen und beginnt eine Affäre mit seiner Schauspielerkollegin Patricia alias Sigrid Valdis. Weil Carpenter während einer Orgie Crane berührt, bricht der angewiderte Crane vorübergehend den Kontakt zu diesem ab. Zudem hegt Crane aufgrund seines katholischen Glaubens Schuldgefühle wegen seines Lebenswandels; ein Gespräch mit einem befreundeten Priester verschafft ihm nicht die erhoffte Erleichterung.
Als Anne Cranes Sexfotos findet, reicht sie die Scheidung ein. Sigrid gesteht Crane, dass sie um seine Sexsucht weiß, aber diese vorbehaltlos akzeptiert. Die beiden heiraten auf dem Set der Fernsehserie. Allerdings wird die Serie bald darauf eingestellt, und da Cranes Eskapaden in Hollywood die Runde gemacht haben, bleiben Nachfolgeangebote aus. Lenny schlägt vor, sich im Dinnertheater zu versuchen.
Crane geht mit dem Stück Anfängerglück auf Tournee durch die Vereinigten Staaten, begleitet von Carpenter, mit dem er sich wieder ausgesöhnt hat. Gemeinsam leben die Männer ihre zunehmend zwanghafte, voyeuristische Sexualität aus. Crane ergattert eine Rolle in dem Disney-Film Superdad – Papa ist der Größte, der aber ein Misserfolg wird.
Als keine weiteren Angebote mehr eingehen, er sich mit seinem Agenten Lenny überwirft und die Ehe mit Sigrid scheitert, erkennt Crane, dass er seinen Lebensstil ändern muss. Er versucht seine Erotomanie in den Griff zu bekommen, nimmt Kontakt zu seinem Sohn aus erster Ehe auf und bricht die Beziehung zu Carpenter unwiderruflich ab. Dieser ist nicht in der Lage, den abrupten Bruch in seinem Leben zu verarbeiten, und versucht wiederholt, mit Crane in Kontakt zu treten. Eines Nachts steigt ein Unbekannter in Cranes Appartement in Scottsdale, Arizona, ein und erschlägt ihn mit einem Stativ. Der Schlusstitel verrät, dass Carpenter als Hauptverdächtiger angeklagt, aber wegen Mangels an Beweisen freigesprochen wurde.

## Hintergrund
Kameras mit Autofokus-Technik kamen erst in der zweiten Hälfte der 1970er Jahre auf den Markt, kurz vor Cranes Tod. Im Film wird die Verwendung dieser Technik aber dadurch erklärt, dass Carpenter als Vertreter des Elektronikkonzerns Sony exklusiven Zugriff auf neue, noch nicht marktreife Entwicklungen habe. Schrader wollte den Titel des Films als Umschreibung von Cranes ichbezogenem Charakter verstanden wissen.
Für Hintergrundrecherchen führte Schrader Gespräche mit Cranes erster Frau Anne und seinem Sohn aus erster Ehe, Robert David Crane. Aus dramaturgischen Gründen erlaubte sich Schrader jedoch künstlerische Freiheiten. Laut Cranes Sohn Robert Scott „Scotty“ Crane (aus der Ehe mit Patricia Crane alias Sigrid Valdis) enthält der Film viele Falschdarstellungen. So habe sein Vater schon lange vor dem Erfolg der Serie Ein Käfig voller Helden ein promiskuitives Leben geführt und seine Eskapaden auf Fotos festgehalten. Die gemeinsamen Unternehmungen Cranes und Carpenters hätten erst 1975, lange nach Einstellung der Serie, begonnen. Auch sei sein Vater, trotz seiner Glaubenszugehörigkeit, kein aktiver Kirchgänger gewesen.
Auto Focus war bereits die dritte Zusammenarbeit (nach Light Sleeper und Der Gejagte) von Regisseur und Autor Paul Schrader mit Darsteller Willem Dafoe.
Auto Focus feierte seine Weltpremiere am 8. September 2002 auf dem Toronto International Film Festival, bevor er auf weiteren Filmfesten gezeigt wurde und am 18. Oktober 2002 in ausgewählten Kinos seinen Kinostart in den Vereinigten Staaten hatte. Nachdem er am Startwochenende 123.761 US-Dollar in elf Häusern einspielte (bei geschätzten Produktionskosten von 7 Millionen US-Dollar), kam er binnen drei Monaten auf insgesamt 2 Millionen US-Dollar Einspielergebnis in den USA. Obwohl der Film keine expliziten sexuellen Darstellungen enthält, wurde er für den amerikanischen Markt zensiert. So wurden auf einem TV-Schirm sichtbare Bilder einer Orgie und einer Fellatio durch Unschärfe unkenntlich gemacht.
In Deutschland kam der Film am 26. Juni 2003 in die Kinos. Auto Focus erschien 2003 in den USA und 2004 in Deutschland auf DVD.

## Kritik
Der Film erhielt mehrheitlich positive Kritiken. So zählte die Internetseite Rotten Tomatoes 117 positive von 165 gewerteten professionellen Kritiken, was einem Wert von 71 Prozent entspricht.
James Berardinelli meinte auf Reelviews.com, Auto Focus sei ein „überzeugender Film, der die amerikanische Tragödie des Wandels eines Familienmenschen zu einem Süchtigen verdeutlicht“.
„Der Film ist ein hypnotisches Porträt eines traurigen zwanghaften Lebens“ über einen „oberflächlichen, einsamen und leeren Mann“, meinte Roger Ebert in der Chicago Sun-Times, der auch die Leistung der Darsteller lobte. Obwohl der Film voller Sex sei, enthalte er jedoch keine Erotik.
A. O. Scott bezeichnete Auto Focus in der New York Times als „klinische Fallstudie“ nach einem „gut geschriebenen Drehbuch“. Da Schrader sehr stark an Cranes Psyche interessiert sei, vermutete Scott, dass bei der „Inszenierung dieser dramatischen Krise“ unter der Decke „leidenschaftsloser Sachlichkeit [ein] schwerer, starker Moralismus“ liege.
Das Lexikon des internationalen Films sah in Auto Focus eine „meisterliche Milieu- und Zeitstudie über den gesellschaftlichen Aufbruch der westlichen Welt und seine Kehrseiten, die am Schicksal Cranes die Dialektik von Selbstfindung und Realitätsverlust entfaltet“, wobei man ihn auch als „verschlüsselte Parabel über die Geschichte des New Hollywood“ verstehen könne.

## Auszeichnungen
Auto Focus wurde für mehrere Preise nominiert (Chicago Film Critics Association Award für Greg Kinnear, New York Film Critics Circle Awards für Kinnear und Willem Dafoe), ging jedoch in allen Fällen leer aus.